# Pobačaj u Hrvatskoj
Pobačaj u Hrvatskoj reguliran je od 1952. godine. Prema sadašnjem Zakonu o zdravstvenim mjerama za ostvarivanje prava na slobodno odlučivanje o rađanju djece koji je na snazi još od 1978. godine i nije se mijenjao, pobačaj se može obaviti na zahtjev do 12. tjedna od prvog dana posljednje menstruacije, a nakon toga u posebnim okolnostima.
U 2021. godini u hrvatskim je bolnicama obavljeno 7712 pobačaja, od čega su 1774 bila na zahtjev žene zbog neželjene trudnoće. U više od 80 % abortusom prekinutih trudnoća žene se nisu koristile kontracepcijskim metodama.

## Povijest
Jugoslavija, čiji je Hrvatska bila dio, legalizirala je pobačaj 1952. godine. Godine 1960., dopušten je i zbog društvenih indikacija. Godine 1969., ukinuto je pravilo da povjerenstvo treba odobriti pobačaj u prvih 10 tjedana. Ova serija mjera nije smanjila ukupnu stopu pobačaja u to vrijeme, ali morbiditet i smrtnost majki povezanih s pobačajem znatno su se smanjili.
Na temelju odredbe Ustava Jugoslavije iz 1974. godine, dana 21. travnja 1978. godine, u Hrvatskoj je donesen Zakon o zdravstvenim mjerama za ostvarivanje prava na slobodno odlučivanje o rođenju djece. Ovaj zakon o pobačaju nije se promijenio kad je Hrvatska postigla neovisnost od Jugoslavije 1991. godine, iako su bile prijedlozi stranaka za pooštravanje uvjeta za pobačaj.
Tadašnji krčki biskup i predsjednik Vijeća Hrvatske biskupske konferencije za obitelj Valter Župan zatražio je u svom govoru 2011. godine, iako ne izrijekom, da se u Hrvatskoj revidiraju zakoni koji dopuštaju pobačaj: "Imamo pravo i želimo da oni koji nama upravljaju promiču život i da se konačno revidira zakon iz nekih željeli bismo vjerovati prošlih vremena o prekidu ljudskog života i da se ne naziva napretkom ono što vodi u smrt".
"Zašto su došli vlakom" prvi je hrvatski animirani film na temu pobačaja, redatelja Joška Marušića iz 2015. godine. U filmu, svako pobačeno dijete došlo je svojim roditeljima, kako bi se igrali sa svojom rođenom braćom i sestrama. 
U ožujku 2017., godine Ustavni sud Republike Hrvatske donio je odluku da sadašnji zakon koji dopušta pobačaj na zahtjev ne krši Ustav. Ustavni sud utvrđuje da fetus, kao Ustavom zaštićenu vrijednost uživa ustavnu zaštitu samo do one mjere do koje se ne sukobljava s pravom žene na privatnost. Pravo na život nerođenog bića u tom smislu nije zaštićeno tako da ima prednost ili veću zaštitu u odnosu na pravo žene na privatnost. Osim toga, Ustavni sud smatra da pitanje »kada počinje život« nije u njihovoj nadležnosti, već on preispituje zakonodavstvo kojim se uređuje pitanje prekida trudnoće, kako bi ocijenio je li ono u suglasnosti s ustavnim načelima i vrijednostima. Sudac Miroslav Šumanović bio je protiv i dao izdvojeno mišljenje: "Zdravi razum nalaže zaključiti da je onda pogotovo nužno “osuvremeniti” zakonodavni model u odnosu na bit stvari i srž problematike. Dakle, očita je potpuna nesuglasnost osporenog zakona s Ustavom, pa ga zato treba ukinuti u cijelosti." Međutim, Ustavni sud Republike Hrvatske uputio je Hrvatskom saboru zahtjev da u roku od dvije godine donese novi zakon u kojem će biti uključene preventivne i obrazovne mjere s ciljem da pobačaj bude izniman.

## Priziv savjesti
Posljednjih godina u tijeku je rasprava o pravu na prigovor savjesti. Kritičari kažu da ovo pravilo ograničava dostupnost pobačaja u nekim područjima, dok zagovornici prigovora savjesti tvrde da svaki ginekolog ima ustavno pravo odbiti izvršavanje pobačaja ili sudjelovanje u postupku. U studenom 2014., Ministarstvo zdravstva objavilo je da će pobačaj biti dostupan u svim javnim bolnicama, što nije slučaj u šest bolnica u Hrvatskoj, u kojima su se svi liječnici pozvali na priziv savjesti kao u Općoj bolnici u Virovitici.
Parlamentarna skupština Vijeća Europe utvrdila je pravo na priziv savjesti u medicini Rezolucijom 1763 iz 2010. godine. U točki 1. ove Rezolucije, između ostalog, stoji da niti jedna pravna ili fizička osoba neće biti podvrgnuta prisili, neće se držati odgovornom niti će se na bilo koji način diskriminirati ako odbije izvršiti pobačaj ili eutanaziju. Uz pobačaj i eutanaziju, pravo na priziv savjest često se koristi u postupcima potpomognutog suicida, medicinske oplodnje i sterilizacije. U Republici Hrvatskoj sloboda savjesti i vjeroispovijedi te sloboda javnog očitovanja vjere ili drugog uvjerenja zajamčena je člankom 40. Ustava Republike Hrvatske. Pravo na priziv savjesti utvrđeno je nizom zakona iz područja zdravstva.
Rezolucija Europskog parlamenta o stanju u pogledu seksualnog i reproduktivnog zdravlja i prava u EU-u u kontekstu zdravlja žena (2020/2215(INI) iz 2021. godine naglašava da se prigovorom savjesti pojedinca ne smije zadirati u pravo pacijenta na potpuni pristup zdravstvenoj skrbi i uslugama te žali što ponekad uobičajena praksa u državama članicama dopušta liječnicima, a ponekad i cijelim zdravstvenim ustanovama, da odbiju pružati zdravstvene usluge na temelju takozvanog prigovora savjesti, što dovodi do uskraćivanja skrbi u vezi s pobačajem na temelju vjere ili savjesti te ugrožava život i prava žena, te poziva države članice da provedu učinkovite mjere kojima se osigurava da prigovor „savjesti” ne ugrožava pravodoban pristup žena skrbi povezanoj sa seksualnim i reproduktivnim zdravljem.
Kninska primalja Jaga Stojak dobila je otkaz u kninskoj Općoj bolnici jer 14. lipnja 2014., nije htjela sudjelovati u pobačaju, pozvavši se na priziv savjesti. Nakon prosvjeda udruga i biskupa te žalbe na odluku, vraćena je na posao.

## Procedura pobačaja
Pobačaj mogu obavljati samo liječnici u bolnici s odjelom za ginekologiju ili u drugom ovlaštenom objektu. Pobačaj može biti kirurški ili medikamentozni (pobačaj tabletama). Korištenje lijekova mifepriston u kombinaciji s mizoprostolom najčešći je oblik medikamentoznog prekida trudnoće. Djevojke mlađe od 16 godina trebaju imati odobrenje roditelja. Djevojke starije od 16 godina mogu samostalno odlučivati o prekidu trudnoće - medikamentoznim pobačajem jer je za anesteziju potrebno odobrenje roditelja. Nakon proteklih 12 tjedana od prvog dana poslijednje menstruacije, pobačaj mora odobriti Prvostupanjska komisija, koja se sastoji od ginekologa, drugog liječnika i socijalnog radnika ili registrirane medicinske sestre. Povjerenstvo može odobriti pobačaj ako je medicinski nužno spasiti život ili očuvati zdravlje, bilo tijekom trudnoće ili poroda ili nakon poroda; ako bi se dijete vjerojatno rodilo s ozbiljnim kongenitalnim poremećajem; ili kada je trudnoća rezultat kaznenog djela, uključujući silovanje i incest. Protiv odluke komisije može se uložiti žalba drugoj komisiji, čija je odluka konačna. Ovaj se postupak ne primjenjuje u situacijama u kojima je život ili zdravlje trudnice u neposrednoj opasnosti ili je pobačaj već započeo. Pacijentica ima pravo na do 7 dana bolovanja nakon prekida trudnoće na zahtjev prema Pravilniku o rokovima najduljeg trajanja bolovanja.

## Udruge za kriminalizaciju pobačaja
40 dana za život je pro-life molitvena inicijativa za zabranu pobačaja, koja je započela 2004., od strane lokalnih kršćanskih zajednica u SAD-u. U Hrvatskoj je inicijativa "40 dana za život" započela 2014. godine, bdijenjima ispred Kliničkoga bolničkoga centra "Sestre milosrdnice" u Zagrebu, za vrijeme korizme i proširila se na 28 gradova u Hrvatskoj. Do sada je sudjelovalo više od 10 000 ljudi. Pruža se moralna, duhovna i materijalna pomoć trudnicama i postoji program za iscjeljenje rana pobačaja „Oprostom oslobođene“. Tri ključna elementa Inicijative su: molitva i post, bdijenje ispred bolnica i osvješćivanje lokalne zajednice. Udruga "Hrvatska za život" koja to organizira, održala je i 1. Međunarodnu konferenciju za život "Život, dakle, biraj!" u Hrvatskoj, s govornicima iz raznih dijelova svijeta o temama zaštite života od začeća i kulturi života u Zagrebu krajem travnja 2018. godine.
Centar za nerođeni život- Betlehem organizira savjetovanja za trudnice, koje planiraju učiniti pobačaj, pomažu siromašnim obiteljima i djeci kroz hranu i odjeću. Osnivač udruge Marko Glogović, katolički svećenik i redovnik-pavlin pokrenuo je Molitvene Sabore za nerođene i svečane Majčine dane, izdavaštvo „za život“ Nonnatus, spomen-obilježja u čast pobačene djece, seminare za izlječenje rana pobačaja, inicijativu za zlostavljane žene „Bakhita“, tzv. Službu Pomirenja za roditelje suočene sa spontanim pobačajem djeteta, dvije majčinske kuće „Obitelj sv. Josipa“ za prihvat samohranih majki, trudnica i djece.
Vigilare je aktivistička udruga građana sa zapaženom javnom djelatnošću. Zalažu se za pravo na život od začeća. Imali su više akcija protiv pobačaja. Pokrenuta je građanska inicijativa I ja sam bio embrij. Povod joj je bila diskriminirajuća izjava ministra zdravlja Rajka Ostojića od 4. siječnja 2012. Naišla je na veliki odaziv i odobravanje javnosti unatoč izrazitoj nenaklonjenosti pojedinih masovnih medija s velikim utjecajem. U listopadu 2017., Vigilare je predao Hrvatskom saboru 168 tisuća potpisa peticije "Imam pravo živjeti!" kojima traže potpunu zabranu pobačaja u Hrvatskoj.
Hod za život je hod građana u znak potpore svakom djetetu – rođenom i nerođenom, njegovoj majci, ocu i svakoj obitelji. Cilj Hoda za život je kriminalizacija pobačaja. Prvi put se održao u Zagrebu 2015. godine, a sljedeće godine osim u Zagrebu i u Splitu.

## Statistika
Najveći postotak pobačaja zabilježen je u osamdesetima. Godine 1989. 49% svih trudnoća završilo je pobačajem. U 1990.  bilo oko 38500 prijavljenih pobačaja. Tijekom Domovinskog rata i nakon njega taj je postotak dramatično pao i nastavio padati u narednim godinama. U 2020. godini bilo je 2594 zabilježenih pobačaja na zahtjev žene, što je značajan pad u odnosu na 14,282 zabilježenih 1995. godine. Vjeruje se da nisu svi pobačaji evidentirani, pogotovo oni koji se rade kod privatnih liječnika ili u inozemstvu.
U hrvatskim bolnicama, koje su jedine ovlaštene obavljati pobačaje, u 2006. godini obavljena su 10224 pobačaja, a u 2021. bilo ih je 7712, od čega su 1774 bila na zahtjev žene zbog neželjene trudnoće, a ostali su bili ili spontani pobačaji ili pobačaji zbog patologija ploda i trudnoće. U više od 80 % abortusom prekinutih trudnoća žene se nisu koristile kontracepcijskim metodama. Broj prijavljenih pobačaja kod djevojaka mlađih od dvadeset godina niži je od prosjeka Europske unije i Hrvatskoj susjednih zemalja.
Prigovorom savjesti da ne čine pobačaj koristi se 54% liječnika, prema podacima iz 2018. Pravo na prigovor savjesti ima i drugo medicinsko osoblje.